# Turid Kristensen

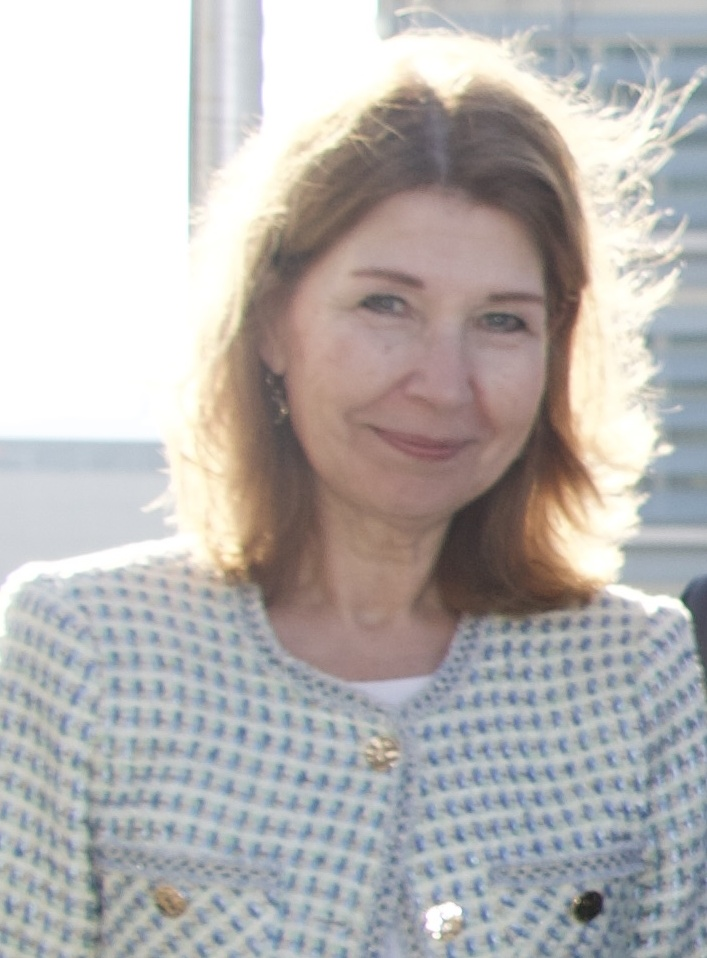
Turid Kristensen, 2025

Turid Kristensen (* 8. Oktober 1966) ist eine norwegische Politikerin der konservativen Partei Høyre. Seit 2017 ist sie Abgeordnete im Storting.

## Leben
Kristensen begann 1987 bei der Universität Oslo zu arbeiten, nachdem sie die Ausbildung zur Betriebswirtin an der Norwegischen Handelshochschule abschloss. Im Jahr 2007 wurde sie Mitglied im Kommunalparlament von Lørenskog.
Bei der Parlamentswahl 2013 verpasste Kristensen den Einzug in das norwegische Nationalparlament Storting. Bei der Wahl 2017 erhielt sie ein Mandat für den Wahlkreis und die damalige Provinz Akershus. Sie wurde Mitglied im Bildungs- und Forschungsausschuss des Parlaments. Nach der Stortingswahl 2021 wechselte Kristensen in den Familien- und Kulturausschuss. Im Vorfeld der Wahl 2025 verpasste es Kristensen, erneut einen Platz auf der Høyre-Wahlliste in Akershus zu erhalten.